# فیورینا، گاو ماده
فیورینا، گاو ماده (ایتالیایی: Fiorina la vacca) یک فیلم کمدی سکسی سبک ایتالیایی به کارگردانی ویتوریو دِ سیستی است که در سال ۱۹۷۲ منتشر شد. این فیلم نمونه‌ای از فیلم‌های سبک دکامرونی‌ها است که در اوایل دههٔ ۱۹۷۰ میلادی محبوب بودند.

## داستان فیلم
داستان این فیلم در قرن شانزدهم اتفاق می‌افتد و داستان گاوی به نام فیورینا را روایت می‌کند که توسط یک کشاورز فروخته می‌شود تا با پولش یک سرباز حرفه‌ای شود. از اینجای داستان، گاو دست به دست می‌چرخد؛ گاهی مشروع و قانونی، گاهی خیر. سرانجام گاو به مرد ثروتمندی فروخته می‌شود که او نیز می‌خواهد زن فروشنده را که او هم نامش فیورینا است، بخرد.

## گزیدهٔ بازیگران
- ژانت اوگرن
- گاستونه موسکین
- رنتسو مونتانیانی
- اورنلا موتی
- جنی تامبوری
- اوا آئولین
- فلیچه آندرئاسی
- ماریو کاروتنوتو
- گراتسیلا گالوانی
- پی‌یرو ویدا
- رنتسو مارینیانو